# Zona Austral

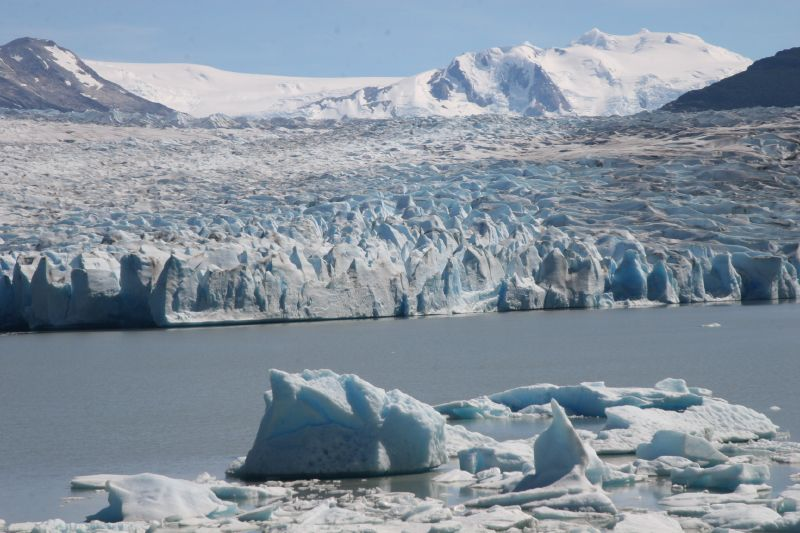
Der Grey-Gletscher des südlichen patagonischen Eisfeldes

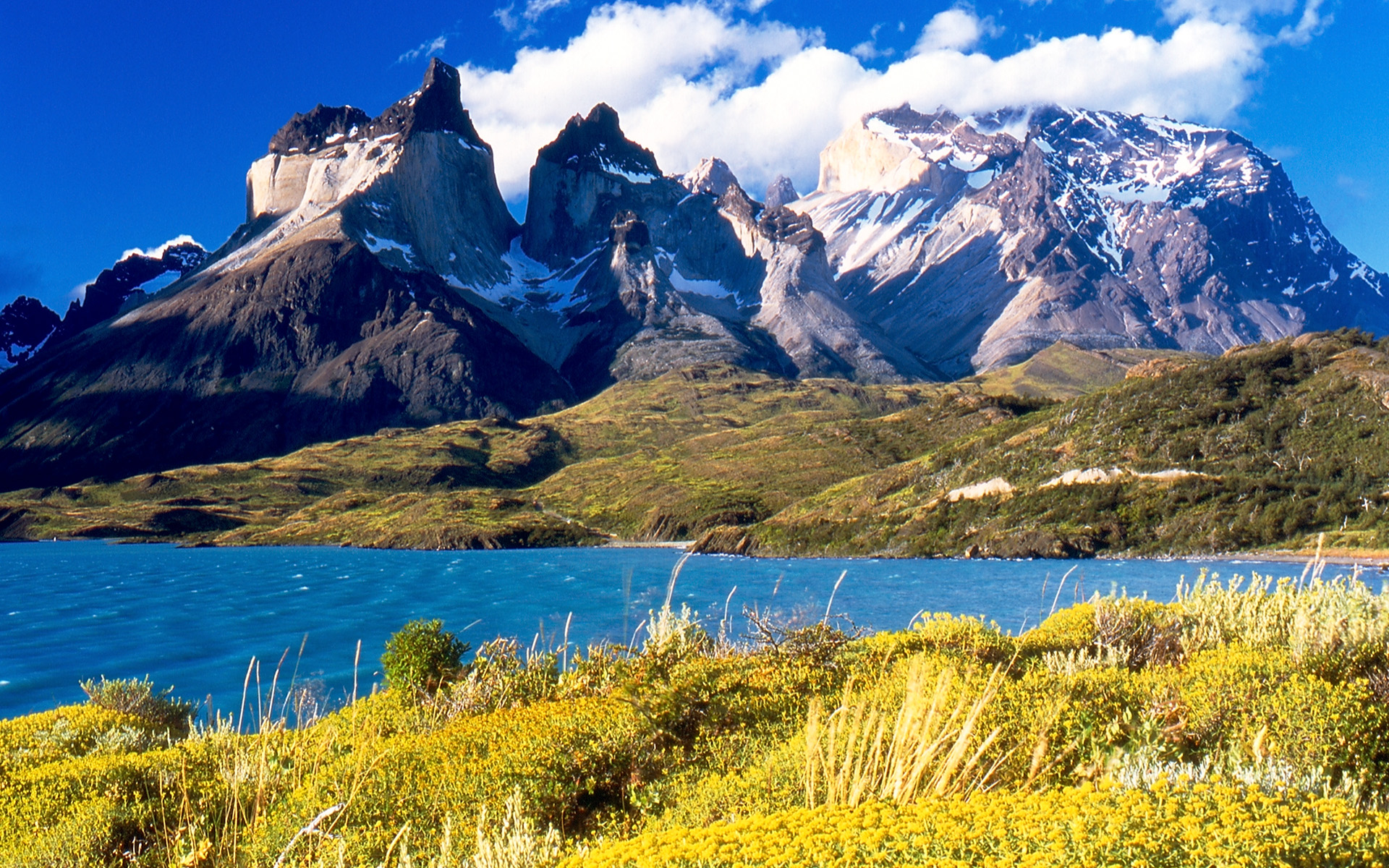
Nationalpark Torres del Paine

Zona Austral ist eine der fünf Naturregionen Chiles, die 1950 von der Regierungsbehörde Corporación de Fomento de la Producción definiert wurden. Der chilenische Teil Patagoniens und der Chiloé-Archipel liegen vollständig in der Region. Sie ist im Norden von der Zona Sur und dem Canal de Chacao, im Süden und Westen vom Pazifischen Ozean und der Drakestraße sowie im Osten von den Anden und Argentinien umgeben.

## Geografie
Die Zona Austral ist die südlichste Naturregion. Sie ist gebirgig und waldreich und ihre Küste ist zerklüftet und voller Inseln. Sie hat ein Subpolares ozeanisches Klima und eine Vegetation aus magellanschen subpolaren Wäldern im Westen und patagonischen Grasland im Osten. Der ehemalige patagonische Eisschild hat die Küstenkette erodiert, sodass sie jetzt aus Inseln besteht und südlich der Halbinsel Taitao nicht mehr vorhanden ist. Die Zwischensenke liegt unter dem Meeresspiegel. Fjorde durchziehen die Anden, wo es auch zwei Eisschilde und mehrere Gletscherseen gibt.
Die starken Niederschläge in dieser Region, insbesondere auf dem Breitengrad von Chiloé, führen zur Entstehung einer großen Zahl von Flüssen und Seen. Weiter südlich fallen diese übermäßigen Niederschläge in den Anden in Form von Schnee, der auf verhältnismäßig niedriger Höhe Gletscher bildet, die stellenweise in die Einbuchtungen und Buchten des Meeres münden. Der äußerste südliche Teil dieser Region erstreckt sich ostwärts bis zur atlantischen Einfahrt zur Magellanstraße und umfasst den größten Teil der Isla Grande de Tierra del Fuego mit allen südlich und westlich davon liegenden Inseln. Unmittelbar nördlich der Meerenge gibt es einige vergleichsweise ebene Landstriche (teils bewaldet, teils mit Gras bewachsene Ebenen). Die ewige Schneegrenze liegt hier auf 1000 bis 1200 Metern über dem Meeresspiegel, und die Baumgrenze liegt auf einer Höhe von 300 bis 450 Metern.